# Brooks Stevens
Clifford Brooks Stevens (Milwaukee, 7 giugno 1911 – Milwaukee, 4 gennaio 1995) è stato un designer statunitense attivo nel campo dell’arredamento, nel mondo delle automobili, in quello delle motociclette, nei trasporti ferroviari e nella grafica.

## Biografia
Stevens nacque a Milwaukee, nel Wisconsin, il 7 giugno 1911. Durante l'infanzia lottò contro la poliomielite, e nei periodi che passava a letto fu incoraggiato dal padre a disegnare, attività che lo portò ad interessarsi successivamente al design.
Studiò architettura alla Cornell University dal 1929 al 1933, e stabilì il proprio studio di progettazione a Milwaukee nel 1934, il Brooks Stevens Design Associates.
Suo figlio, Kipp Stevens, guidò lo studio Brooks Stevens Design Associates fino al 2008, quando si ritirò a vita privata.
Brooks Stevens morì a Milwaukee il 4 gennaio 1995.

## L'"obsolescenza pianificata"
Benché sia stato citato come inventore del concetto di obsolescenza pianificata, cioè la pratica di limitare in modo artificiale il ciclo di vita di un prodotto in modo da incrementare le vendite a favore del produttore, Stevens, in realtà, fu il coniatore della più popolare definizione del fenomeno, da lui definito come l'«instillare nell'acquirente il desiderio di comprare qualcosa di un po' più nuovo, un po' migliore, e un po' prima di quanto non sia necessario». Con questo pensiero si adoperò di progettare prodotti sempre nuovi, piuttosto che creare manufatti poveri che sarebbero stati sostituiti in breve tempo, e ciò fu oggetto di dibattito.

## Il suo lavoro

### L'arredamento e la grafica
I suoi prodotti nell'arredamento delle cucine erano popolari, e furono la base per il design delle stesse negli anni cinquanta. Stevens produsse anche progetti nel campo dell'architettura ed in quello di designer grafico. Suoi furono i loghi della Miller, azienda produttrice di birra, e della Milwaukee School of Engineering, disegnato in occasione dei festeggiamenti per i 75 anni della scuola. Quest'ultimo logo è usato ancora oggi.

### Come designer dei mezzi di trasporto
Come designer automobilistico, nel 1962 ridisegnò la Studebaker Gran Turismo Hawk con un bassissimo budget. Questo modello Gran Turismo, veloce ed elegante, rimase in produzione fino al 1964, cioè fino a quando la Studebaker chiuse l'impianto produttivo statunitense. Per la casa automobilistica di South Bend Stevens progettò anche il particolare tettuccio della Wagonaire, che era in parte scorrevole e retraibile, così che permetteva anche il carico di oggetti che sarebbero stati troppo alti per le altre auto dell'epoca. Oltre ad aver contribuito alla Wagonaire, Stevens aggiornò la Studebaker Lark, mettendo mano alla seconda serie, commercializzata dal 1962 al 1963, e progettò tre innovative automobili per famiglie per gli anni 1964-1966, ma mai entrate in produzione.
Stevens disegnò anche la Jeep Wagoneer, la Wienermobile della Oscar Mayer e collaborò anche con la Briggs & Stratton e la Outboard Marine Corporation. Disegnò anche la Excalibur, una vettura da competizione della Kaiser Motors. All'inizio degli anni sessanta lui e suo figlio collaborarono alla produzione di veicoli replica dell'Excalibur Automobile, derivate dallo stile delle Mercedes-Benz degli anni trenta.
Stevens progettò anche le observation cars per i treni passeggeri sulla linea ferroviaria della Chicago, Milwaukee, St. Paul and Pacific Railroad. Le observation cars sono vagoni ferroviari per treni passeggeri, che vengono messi come ultima carrozza e che sono provvisti di un balconcino posteriore da dove i passeggeri possono affacciarsi e guardare il paesaggio all'aperto.
Disegnò anche motociclette, più precisamente Harley-Davidson. Tutti i modelli, inclusi quelli in produzione, sono basati sul design di Stevens.